# بابک اجلالی
بابک اجلالی (زادهٔ ۱۰ فروردین ۱۳۶۰ در تبریز) فعال حقوق بشر، وبلاگ نویس و همچنین از موسسان آمدنیوز و مدتی نیز سردبیر سایت رهسانیوز بود. او از اقوام حسین رونقی بود و در سال ۱۳۹۰ حکم جلبش از طرف وزارت اطلاعات ایران به اجرا درآمد ولی موفق شد پیش از آن از ایران خارج شود.

## زندگی‌نامه
بابک اجلالی در ۱۰ فروردین ۱۳۶۰ در تبریز متولد شد و دارای لیسانس حسابداری از دانشگاه تبریز است.
از بابک اجلالی در کنار روح الله زم به عنوان یکی از موسسان بنگاه خبری آمدنیوز نام برده شده است.‌ به گفته زم، اجلالی که در آن زمان در آمریکا ساکن بود، با همکاری سام محمودی سرابی و زم، این سایت خبری را در سال ۱۳۹۵ راه اندازی کردند. او در سال‌های ۱۳۸۸ تا ۱۳۹۳ سردبیری سایت رهسانیوز را برعهده داشت.
اجلالی در سال ۲۰۱۶ یکی از امضا کنندگان بیانیه ای علیه اقدامات جمهوری اسلامی ایران در سوریه بود.‌ به گفته منابع وابسته به جمهوری اسلامی ایران، اجلالی،‌ پسرخاله حسین رونقی است و در مقاطعی با افسران اطلاعاتی اسرائیل همکاری داشته است.
روز دهم مرداد ماه سال ۱۳۹۰ مأموران امنیتی با مراجعه به منزل بابک اجلالی اقدام به تفتیش منزل وی کردند و او را به وزارت اطلاعات احضار نمودند. در این تفتیش، کامپیوتر و دست‌نوشته‌های اجلالی توسط مأموران ضبط شد. نیروهای امنیتی با در دست داشتن حکم قضایی جهت بازداشت بابک اجلالی، فعال حقوق بشر در ایران به دلیل عدم حضور وی در منزل موفق به دستگیری وی نشدند. سایت جنبش راه سبز، داشتن ارتباط خانوادگی با حسین رونقی و گفتگو درباره بازداشت وی را دلیل احضار او معرفی کرد. اجلالی در آن دوران در خارج از کشور به سر می‌برد و بعد از آن هرگز به ایران باز نگشت.

## مصاحبه‌ها
بابک اجلالی با نام مستعار بابک آزادی، در داخل ایران اقدام به مصاحبه با فعالان سیاسی و مذهبی نظیر رضا پهلوی، کشیش فیروز صادق خانجانی، کشیش حسین جدیدی و حسین رونقی کرد. هم چنین مادر حسین رونقی برای افشای نام بابک اجلالی که خواهرزاده اوست تحت فشار قرار گرفت. مصاحبه با کشیش ارشد کلیسای ایران فیروز صادق خانجانی در مورد افشای حکم اعدام یوسف ندرخانی، رضا پهلوی و کشیش حسین جدیدی موجب احضار وی به وزارت اطلاعات شد. این مصاحبه که در سایت رهسانیوز منتشر شد، بازتاب وسیعی داشت به طوریکه مقامات آمریکا نسبت به انتشار این خبر از خود واکنش نشان دادند.
همچنین مصاحبه وی با رضا پهلوی برای اولین بار در دوره بعد از انقلاب ایران، در رسانه‌ای از داخل ایران بازتاب وسیعی داشت به‌طوری که نهادهای امنیتی با فاصله ۱۰ روز پس از انتشار این مصاحبه، موفق به کشف محل اقامت وی گردیدند.